# Cantar de Hildebrando

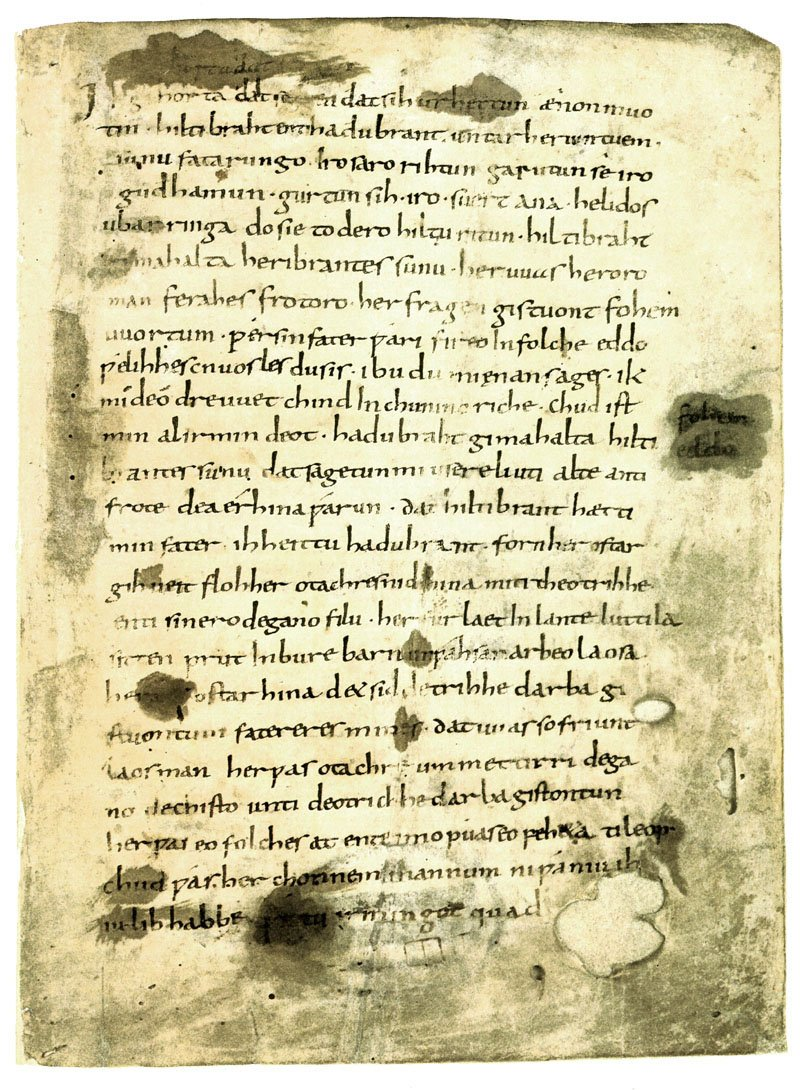
Primera página.

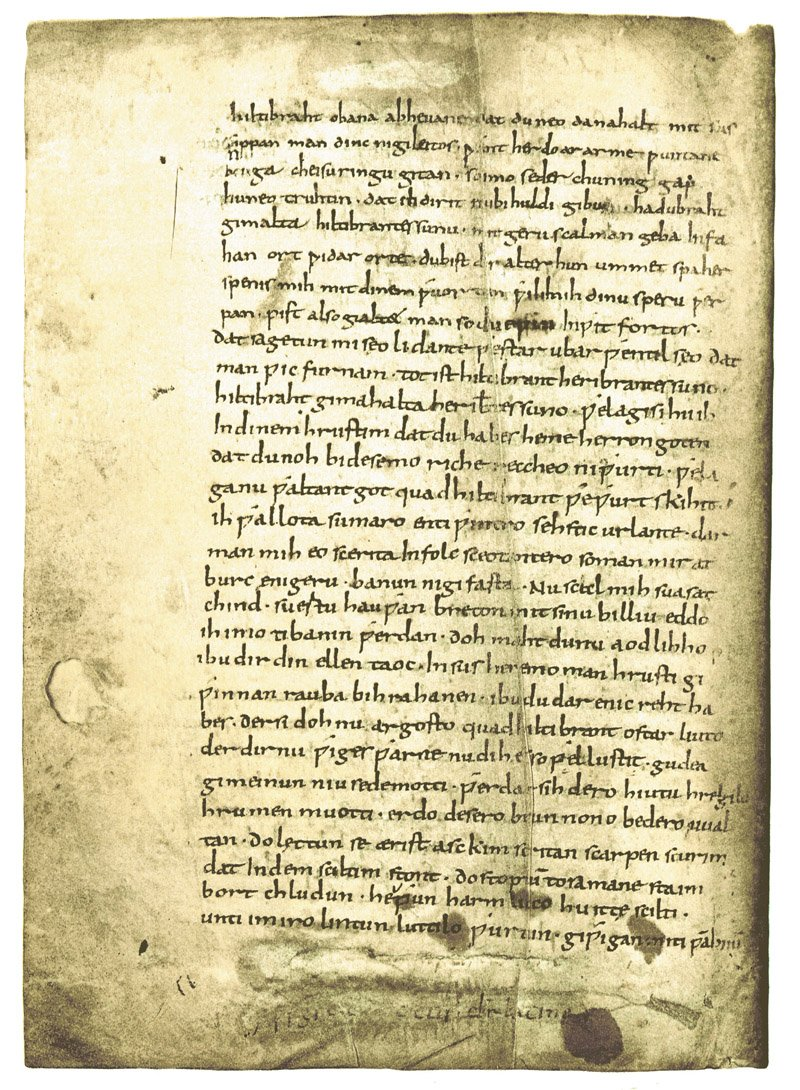
Segunda página.

El Cantar de Hildebrando (en alemán, Das Hildebrandslied y Das Hildebrandlied) es un poema heroico anterior al siglo VIII escrito en alemán antiguo, construido en verso aliterativo que utiliza la Stabreim (aliteración alemana), consistente en la repetición del mismo fonema 3 veces; 2 en el primer hemistiquio y 1 en el segundo. Es uno de los primeros trabajos literarios escritos en esta lengua y narra el trágico encuentro en la batalla entre un hijo y su desconocido padre. Es el único ejemplo de este género en alemán.
Las primeras líneas del poema sitúan la escena: dos guerreros se encuentran en el campo de batalla, probablemente como líderes de sus ejércitos.
El mayor de los dos pregunta al otro su identidad y su genealogía. Hadubrando explica que no conoce a su padre, pero que le han explicado que su padre es Hildebrando, que marchó hacia el este al servicio de Teodorico (Dietrich), huyendo de la ira de Odoacro (Otacher), dejando atrás a su esposa y a su hijo. Cree que su madre ha muerto.
Hildebrando intenta evitar el enfrentamiento con su hijo, aunque no lo consigue. Hadubrando le acusa de cobardía y, finalmente, Hildebrando acepta su suerte: matar a su hijo o morir en sus manos. El poema concluye al inicio del combate, dejando sin explicar la resolución del mismo.